# Посилка (фільм, 2009)
Посилка (англ. The Box) — американський психологічний трилер 2009 року сценариста, режисера і співпродюсера Річарда Келлі. Екранізація оповідання Річарда Метісона «Кнопка, кнопка» 1970 року, яке раніше було адаптовано в епізод т/с Сутінкова зона. Головні ролі зіграли Камерон Діас, Джеймс Марсден, Френк Ланджелла, Джеймс Ребгорн, Голмс Осборн, Ґілліан Джейкобс і Селія Вестон.
Відповідно до сюжету сімейна пара, Норма та Артур Льюїси, отримують від загадкового чоловіка зі спотвореним обличчям дивну посилку. Він пропонує їм один мільйон доларів, якщо вони натиснуть на кнопку в середині коробки. Однак незнайомець попереджає, що якщо головні герої погодяться, то в обмін на гроші хтось із людей, кого вони не знають, помре.
Головна тема фільму — міркування навколо моральної дилеми, парадокса китайського мандарина: чи можливо досягти власного щастя, якщо пожертвувати життям іншої людини за умови, що ніхто не дізнається про цю провину.

## Сюжет
У грудні 1976 року сімейна пара, Норма та Артур Льюїс знаходять пакет на порозі їхнього будинку. Всередині знаходиться замкнений на ключ дерев'яний ящик з прозорою кришкою і великою червоною кнопкою під нею. У супровідній записці говориться: «Містер Стюард прибуде до вас о 17:00». Вони залишають ящик на кухні.
О 17:00 пан Стюард, таємнича людина з опіком лівої половини обличчя, прибув, щоб доставити ключ до коробки. Він каже Нормі, що якщо кнопка буде натиснута, він дасть їй один мільйон доларів готівкою. Однак хтось, кого вона не знає, помре. Артур, інженер НАСА, розбирає коробку, але всередині не знаходить ніякого механізму — вона порожня. Вони вважають це чиїмось дурним жартом.
Пізніше Норма і Артур сперечаються, натискати на кнопку чи ні, задаючись питанням, помре невинна людина або людина в камері смертників. Норма імпульсивно вирішує натиснути кнопку і робить це швидше, ніж чоловік встигає зупинити її. Одночасно, за кілька миль, людина вбиває свою дружину, а потім тікає, залишивши дочку замкненою у ванній. Поліція дивується, чому Джеффрі Карнес, теж співробітник NASA, застрелив свою дружину, адже сусіди кажуть, що вони були щасливою родиною. Тим часом до Норми та Артура під'їжджає пан Стюард, і, як обіцяв, привозить один мільйон доларів готівкою. Після здивування Артур намагається повернути йому гроші, але Стюард каже, що це неможливо, тому що кнопка була натиснута. Він їде, але Артур запам'ятовує номер автомобіля Стюарда. Пара вирішує заховати гроші в сейфі в підвалі їхнього будинку.
На весільній репетиції сестри Норми Артур виграє шанс вибрати подарунок з тих, що були подаровані гостями обіду. Серед них є простий коричневий ящик точно такий же, як у нього і Норми. Артур відкриває його і знаходить там фотографію пана Стюарда, але до спотворення. Артур просить батька Норми, поліцейського, з'ясувати в поліцейській базі даних, кому належить записаний ним номер автомобіля Стюарда. Незабаром після цього Норму кличуть до телефону. Дзвонить пан Стюард, який запитує, навіщо її чоловік звернувся в поліцію. Норма запитує містера Стюарда, звідки він це дізнався, на що незнайомець відповідає, що у нього є співробітники всюди.
Пізніше Артур везе няню Дану додому. Вона розповідає йому, що живе в мотелі, тому що її сім'я переїхала, але їхній новий будинок ще на ремонті. Коли він їде, вона починає марити, і каже Артуру «заглянути в потік світла». Її ніс починає кровоточити, і вона втрачає свідомість, коли Артур зупиняється біля мотелю. Він шукає щось в її сумці і знаходить водійське посвідчення, в якому говориться, що її звуть Сара Метьюз, а не Дана. Раптово вона прокидається і втікає в мотель. В її кімнаті розвішані фотографії Артура і його сім'ї на всіх стінах. Очевидно вона не та, за кого себе видає. Повернувшись додому, Артур запитує Норму, як вона зустріла няню. Вона сказала, що зустріла її в автобусі, коли вони їхали в турпоїздку до Центру Кеннеді у Вашингтоні, округ Колумбія.
Пізніше в супермаркеті до Норми звертається жінка, яка каже їй пошукати номер дзвінка в бібліотеці і не довіряти нікому, навіть чоловікові. Батько Норми виявляє, що автомобіль Стюарда зареєстрований в АНБ і дозволяє Артуру відвідати місце злочину Карна. Артур знаходить фотографії Стюарда і керівництва з експлуатації людських ресурсів разом із каталожними номерами з бібліотеки.
Норма та Артур відвідують бібліотеку окремо. Артур підходить до дружини Стюарда, яка веде його в кімнату з трьома вертикальними кубоїдами води. Два приведуть його до вічного прокляття, в той час як третій веде до порятунку. Норма знаходить в бібліотеці Стюарда, і там він розповідає, що він отримав своє каліцтво внаслідок удару блискавки під час роботи в NASA. Він пропонує взяти його за руку, вона це робить та опиняється у себе у квартирі на ліжку. Тим часом Артур вибрав вихід, він вступає в нього, пролітає крізь білий тунель і опиняється над тим же ліжком. Кубоїд тріскає, і Артур падає на ліжко, вода розтікається по дому. Він і Норма шоковані через подію. Увечері вони їдуть на весільний прийом.
Повернувшись в АНБ, директор АНБ і бос Артура в NASA обговорюють Стюарда. Шеф розповідає, що Стюард став «чимось незвичайним», після того удару блискавки, після того, як NASA отримало перші фотографії Марса зі станції «Вікінг-1». Коли Стюард був вражений блискавкою, він помер, але в морзі медсестра почула сміх Стюарда. Його тіло отримало надприродні здібності, і він був переведений в закритий госпіталь АНБ. Директор АНБ і Стюард обговорюють «коробку і кнопку». На столі стоїть безліч ящиків з кнопками.
На весіллі сестри Норми викрадають сина Артура і Норми, Волтера. Згодом викрадають також і саму Норму. Артур змушений піти під прицілом Джеффрі Карнеса, який показує, що йому довелося вибирати між дружиною і дочкою, а також повідомляє йому, що вони повинні врятувати Волтера, або Норма помре. По дорозі Карнесу доводиться зупиняти свою машину через людину в костюмі Санти, що перегородила дорогу. Потім в їх автомобіль на повній швидкості влітає вантажівка. Карнес гине.
Тим часом агенти АНБ оточують ангар на базі NASA в Ленглі, з якого виходить Артур. Стюард контролює цей процес. З'ясовується, що ящики Стюарда — це експеримент, який має на меті визначити, чи пожертвує людина своєю вигодою заради життя іншої людини. Якщо більшість натиснуть кнопку, людство буде знищено «роботодавцями» Стюарда. Всі випробовувані — це пари у віці до 40 років з однією дитиною.
Стюард пропонує Артуру і Нормі остаточний вибір. Волтеру штучно «відключили» зір і слух, він тепер глухий і сліпий. Вони можуть жити з мільйоном доларів і сином-інвалідом, або Артур може вистрілити в Норму, після чого зір і слух Волтера будуть відновлені, а мільйон доларів опиняться на депозиті, який буде виданий Волтеру в день його 18-річчя. Норма благає Артура вбити її, тому що не може дивитися на страждання сина. В іншому місці жінка натискає кнопку на своїй коробці, і Артур стріляє в Норму, вбиваючи її. Артура веде поліція, але на виході з дому передає його агентам АНБ, в той час як бос Артура обіцяє, що про нього і Волтера подбають. Стюард залишає будинок іншої пари з коробкою. Волтер дивиться на батька в поліцейській машині з другого поверху будинку. Поруч з ним його дід. Заключна сцена показує, що Стюард стоїть поруч зі своєю машиною, тримаючи в руках ящик з червоною кнопкою.

## У ролях
| Актор            | Роль             |
| ---------------- | ---------------- |
| Кемерон Діас     | Норма Льюїс      |
| Джеймс Марсден   | Артур Льюїс      |
| Френк Ланджелла  | Арлінгтон Стюард |
| Джеймс Ребгорн   | Норм Кегілл      |
| Голмс Осборн     | Дік Бернс        |
| Сем Стоун        | Волтер Льюїс     |
| Гілліан Джейкобс | Дана Стюард няня |
| Селія Вестон     | Лана Бернс       |
| Дебора Раш       | Клаймен Стюард   |
| Ендрю Левітас    | Карсон           |